# Leroy (Texas)
Leroy é uma cidade localizada no estado norte-americano de Texas, no Condado de McLennan.

## Demografia
Segundo o censo norte-americano de 2000, a sua população era de 335 habitantes.
Em 2006, foi estimada uma população de 332, um decréscimo de 3 (-0.9%).

## Geografia
De acordo com o United States Census Bureau tem uma área de
4,9 km², dos quais 4,9 km² cobertos por terra e 0,0 km² cobertos por água.

## Localidades na vizinhança
O diagrama seguinte representa as localidades num raio de 20 km ao redor de Leroy.